# Les chroniques du 75 Vol. 1
Les chroniques du 75 Vol. 1 è un net-tape del gruppo Rap Sexion d'Assaut, pubblicato il 9 gennaio del 2009, 4 mesi prima dello street album L'écrasement de tête.

## Tracce
1. Intro – 1:03
2. Ah ouais paraît que j'suis doué – 5:31 (Maitre Gims, Lefa, JR O Crom, Black M, Adams)
3. T'es le seul à rien foutre – 3:00 (Lefa)
4. Parigo – 3:55 (Maître Gims, Black M)
5. À 30 % – 6:47 (Maître Gims)
6. La Dégaine de l'homme – 1:13 (JR O Crom)
7. Arrête de te plaindre – 3:50 (Maitre Gims, Lefa, Adams, Maska, JR O Crom)
8. 100 mesures à l'arrache – 5:13 (Adams)
9. Ligne 4 – 5:21 (JR O Crom, Black M, Maitre Gims)
10. Les Chroniques du mystère – 8:54 (Black M)
11. Où sont les kickeurs – 4:25 (Adams, Lefa, Black M)
12. L'Appel d'air – 3:57 (Maska)
13. De quoi tu m'parles – 3:37 (Maitre Gims, Black M)
14. Un monde parfait – 3:06 (Lefa)
15. Même pas l'smic – 3:50 (Black M, Lefa, Maitre Gims)
16. Faits divers – 3:32 (JR O Crom)
17. Anti-tecktonik – 4:21 (Adams, Maitre Gims, Maska, Black M)
18. C'est du déjà vu – 3:32 (Maitre Gims)
19. 50-50 – 5:40 (Adams, Lefa)
20. Black Shady – 3:42 (Black M)
21. J'me fous de tout – 4:21 (Doomams)